# Anatman
Anatman (sanskrit) eller anatta (pali) är ett begrepp inom buddhismen som bokstavligen betyder "icke-jag". Anatman är tillsammans med dukkha (lidande) och anitya (förgänglighet) någonting som enligt buddhismen karaktäriserar existensen.
Enligt buddhismen är en person en produkt av fem skandhor: materia, fysiska sensationer, upplevelse, impulser och medvetande. I texten Milindapanha liknas individen med en kärra. En kärra är uppbyggd av flera olika delar, men om kärran tas isär finns det ingen kärra kvar, bara en hög med delar. På samma sätt säger buddhismen att det inte finns någon bestående "själ" eller "jag" om alla skandhas separeras. Däremot menar inte buddhismen att det inte finns någon kontinuitet mellan liv. Buddhismen menar att detta liv och dess karma utgör en orsak till ett nytt liv. Det finns ingen själ som vandrar mellan detta liv och nästa, men ett karmiskt kausalt samband mellan detta liv och nästa.
I sutran Ananda Sutta (Samyutta nikaya 44.10) berättas det om hur Buddha fick frågan "finns det ett jag?" av en vandrare. Buddha valde att inte svara på frågan, och när vandraren hade gått frågade Buddhas ledslagare Ananda Buddha varför han inte svarade på frågan. Buddha svarade:
"Ananda, om jag - som blev frågad av vandraren Vacchagotta om det finns ett jag - hade svarat att det finns ett jag, skulle det bekräfta synen hos de brahmans och tänkare som förespråkar eternalism [tron att det finns en evig oföränderlig själ]. Om jag - som blev frågad av vandraren Vacchagotta om det finns ett jag - hade svarat att det inte finns ett jag, skulle det bekräfta synen hos de som förespråkar för annihilationism [tron att döden innebär slutet för medvetandet].